# بواعض
البواعض أو ذباب الكيوليكويديا (الاسم العلمي: Culicoidea) هي فوق فصيلة من الحشرات تتبع رتيبة خيطيات القرن من رتبة ذوات الجناحين.

## التصنيف
- البعوضيات
  - البعوضاوات
    - البعوضة
    - البعيضة
- البعوضيات الهلالية (الاسم العلمي:Dixidae)
- بعوضيات الضفادع (الاسم العلمي:Corethrellidae)
- البعوضيات الشبحية (الاسم العلمي:Chaoboridae)